# Исполатов, Пётр Иванович
Пётр Иванович Исполатов (Исполлатов; 1857, Тверская губерния — после 1919) — священник, депутат III Государственной думы от Пермской губернии (1907—1912).

## Биография

### Ранние годы. Чиновник и священник
Родился 27 сентября 1857 года в Осташковском уезде Тверской губернии в семье священнослужителя (дьякона). В 1878 году он окончил 4 класса Тверской (маловероятно — Пермской) духовной семинарии.
По выходе из семинарии Исполатов работал для статистического комитета по исследованию «кустарной промышленности» в Осташковском уезде. С 1879 по 1885 год он служил в Удельном ведомстве. С 1885 года — на церковной службе в родном уезде. Затем, в июне 1887 года, Пётр Иванович был переведён в Пермскую епархию — в Успенский собор города Оса. Позже он начал служить в Осинском и Оханском уездах. Кроме того, он был членом Осинского отделения епархиального училищного совета.
29 июня 1890 года Пётр Иоаннович Исполатов был рукоположен в священники Свято-Троицкой церкви в селе Дуброво (или Дубровское, первый округ Осинского уезда). Одновременно он исполнял обязанности заведующего и законоучителя ряда учебных заведений: земского училища, церковно-приходской школы, школы грамоты.
1 ноября 1902 года Исполатов получил приход в селе Хохловка Оханского уезда (годовое жалованье и доход — 900 рублей). Был законоучителем в земском училище, а также возглавлял местное сельскохозяйственное общество. Землевладелец: имел 33 десятины (36 га) церковной земли. За время его службы в приходе было открыто пять школ, включая одну второклассную, и закрыто 15 винных лавок. Состоял также председателем «попечительства о голодающих и противочумном».

### Депутат III Думы
На губернском избирательном собрании, 14 октября 1907 года, беспартийный священник Исполатов был выборщиком от съезда землевладельцев Оханского уезда. Избрался в Третью Государственную Думу Российской империи от общего состава выборщиков Пермского губернского избирательного собрания.

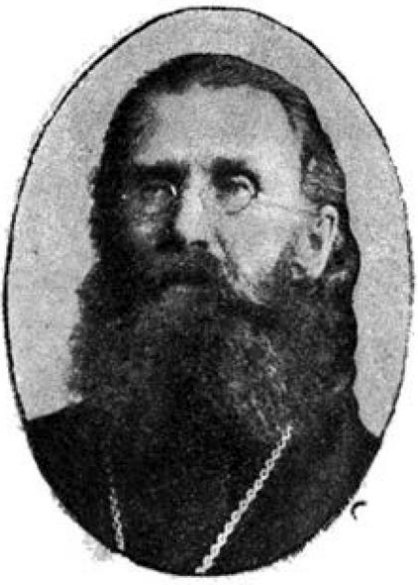
П. И. Исполатов (1907)

В Думе Исполатов вошёл во фракцию прогрессистов. Работал в составе двух думских комиссий: финансовой и по делам православной церкви. Единственный раз выступал с парламентской трибуны с заявлением об отношении меньшинства думского духовенства к законопроекту о старообрядческих общинах (31 октября 1908 года).
Подпись П. Исполатова стояла под законопроектами «О распространении на Астраханскую губернию Положения о земских учреждениях», «О введении в Архангельской губернии земского самоуправления», «Об изменении земского избирательного закона» и «Об отмене смертной казни».
Состоя депутатом Госдумы, Исполатов дважды получал длительный отпуск по болезни. После окончания депутатских полномочий он вернулся в село Хохловка. Был «разъяснён» властями губернии и лишён избирательного ценза на выборах в следующую, Четвертую Думу.
С 13 сентября 1912 года совмещал церковную службу с преподаванием Закона Божьего в Скобелевском земском училище, а с 1 ноября 1914 до 1 января 1916 года — в Заозерском земском училище.
Был переведён 18 апреля 1916 года вторым священником в Рождество-Богородицкую церковь Добрянского завода, а с 10 сентября 1916 года стал также законоучителем Добрянского женского училища. Служил в церкви до 9 июня 1919 г. Скорее всего, покинул Добрянский завод с семьей с отступающей Белой Армией. Дальнейшая его судьба не выяснена.
Жена  — Анна Петровна (род. в 1867 г.). Дети: Николай (7.10.1891 (с.с.)  — после 1940 г.; офицер, гидрограф, экономист; подвергался репрессиям в Сибири), Екатерина (род. 13.07.1897 г.), София (род. в 1898 г.).